# 알타칼리포르니아주

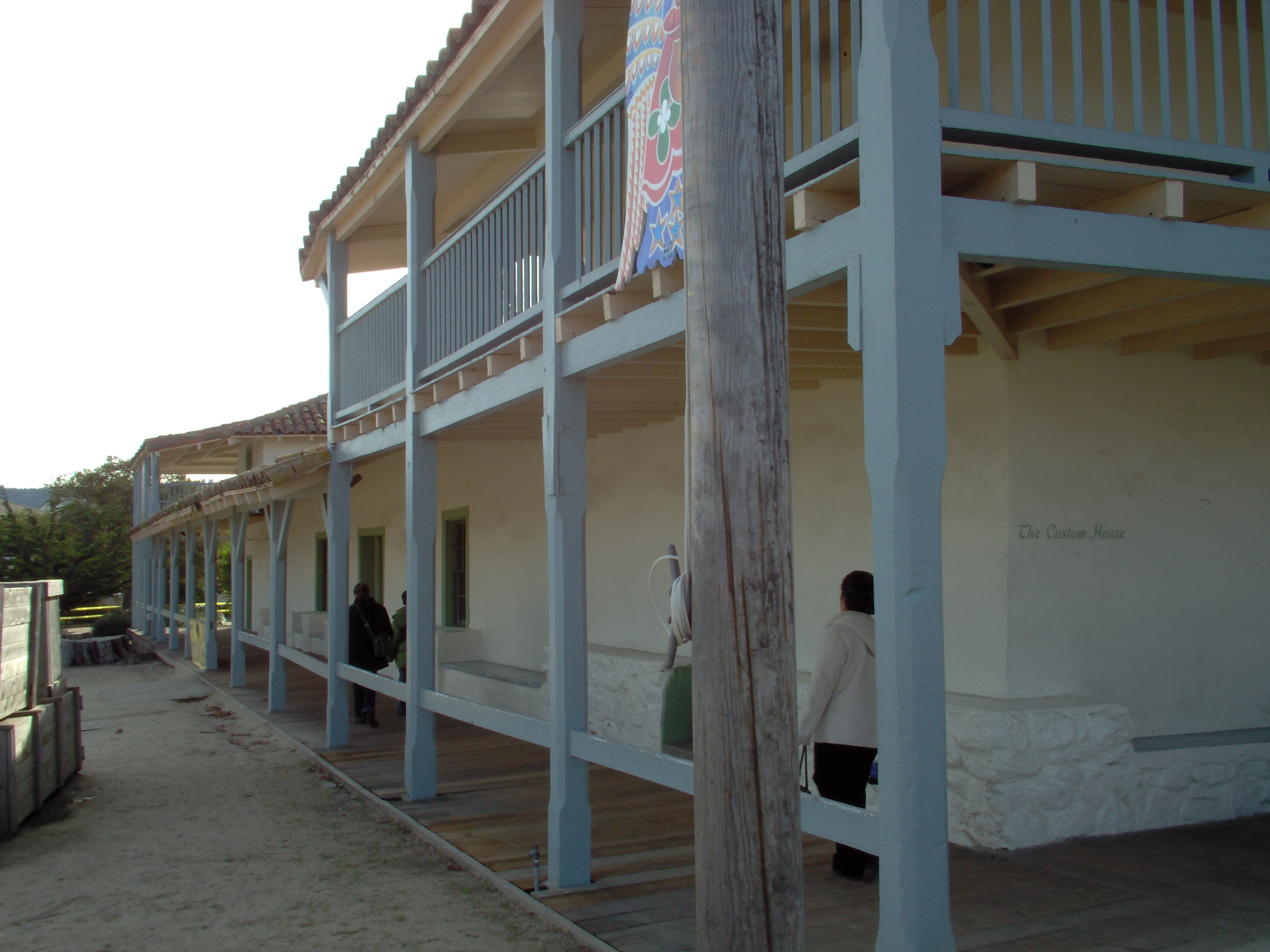

알타 칼리포르니아(Alta California) 또는 어퍼 칼리포르니아(Upper California)는 당시 누에바 에스파냐의 일부였던 스페인령 칼리포르니아(Las Californias, 1770년 - 1804년)가 북쪽 프란체스코회와 남쪽의 도미니코회의 둘로 나뉜 1804년에 형성되었다. 남쪽 부분은 바하 칼리포르니아의 영토가 되었다.
알타 칼리포르니아는 현재 미국 캘리포니아, 네바다, 유타, 애리조나 북부, 와이오밍 남서부의 땅을 포함하고 있었으며, 멕시코 독립 전쟁의 결과 1821년 스페인으로부터 독립을 한 단명의 멕시코 제1제국(1822년 스페인이 불법으로 규정)을 세우기도 하지만, 새로 독립한 멕시코 제1공화국(1824년~1864년)은 승인되지 않았다. 1824년 멕시코 헌법에서는 영토 중 하나로 명시되었다. 1846년부터 1848년까지 지속되었던 미국-멕시코 전쟁의 결과 멕시코는 알타 칼리포르니아 영토의 지배력을 상실했다.